# نمای متوسط
نمای متوسط (انگلیسی: Medium shot) در یک فیلم، شات متوسط، شات میانی (MS)، یا شات کمری یک نما (سینما) از زاویه دوربین، از فاصله متوسط است.
نماهای متوسط در سکانس‌هایی که دیالوگ‌ها یا گروه کوچکی از افراد در حال بازی هستند، ترجیح داده می‌شوند، زیرا به بیننده دیدی جزئی از پس‌زمینه می‌دهند، مانند زمانی که نما در حال «نصف کردن شخص» است.